# Allee der Vulkane
Die Allee der Vulkane ist eine Reihe von Vulkanen in den Anden von Ecuador. Ihr Name geht auf Alexander von Humboldt zurück.
Auf der „Allee“ befinden sich auf einer Strecke von ungefähr 300 km zwischen Tulcán und Riobamba 22 der insgesamt 73 Vulkane von Ecuador:
| Antisana     | (5.753 m) |
| Atacazo      | (4.463 m) |
| Carihuairazo | (5.018 m) |
| Cayambe      | (5.796 m) |
| Chimborazo   | (6.310 m) |
| Corazón      | (4.790 m) |
| Cotacachi    | (4.935 m) |
| Cotopaxi     | (5.897 m) |
| Cuicocha     | (3.246 m) |
| El Altar     | (5.319 m) |
| Illiniza     | (5.248 m) |

| Imbabura    | (4.610 m) |
| Licto       | (3.336 m) |
| Mojanda     | (4.263 m) |
| Pasochoa    | (4.199 m) |
| Pichincha   | (4.794 m) |
| Pululagua   | (3.356 m) |
| Rumiñahui   | (4.721 m) |
| Sincholagua | (3.356 m) |
| Soche       | (3.955 m) |
| Tungurahua  | (5.016 m) |
| Yanahurca   | (5.535 m) |